# Derribo del avión Il-20 ruso en Siria del 2018

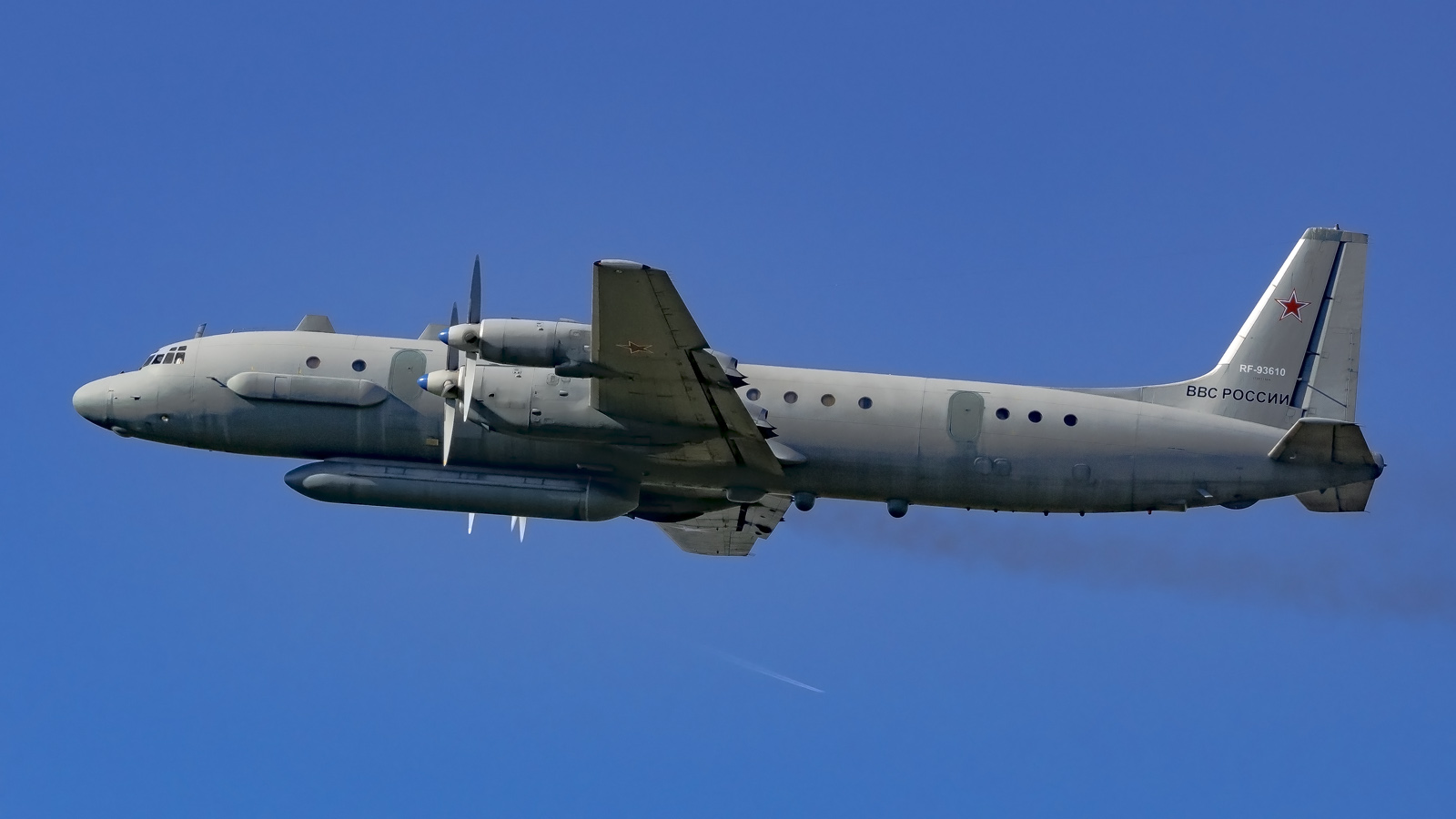
El avión IL-20 (RF-93610) en el 2015.

Derribo del avión Il-20 ruso en Siria del 2018 fue a finales del 17 de septiembre de 2018, la Fuerza Aérea de Israel realizó ataques con misiles que alcanzaron múltiples objetivos en la Siria occidental controlada por el gobierno sirio. Las Fuerzas de Defensa de Israel aceptaron la responsabilidad de los ataques aéreos al día siguiente y expresaron su pesar por el avión ruso, derribado por las defensas aéreas de Siria. El aparato, un IL-20 turbohélice de reconocimiento, regresaba a su base de Hmeymin, en las proximidades de Latakia, en la noche del lunes cuando fue alcanzado por error por un misil sirio. Los sistemas de defensa antiaérea de Siria estaban repeliendo en ese momento un ataque aéreo de Israel. El Ministerio de Defensa ruso atribuyó este martes la responsabilidad de los hechos a la "deliberada provocación" israelí y amenazó con replicar con "las medidas apropiadas". Pero después de las explicaciones públicas ofrecidas por el Ejército de Israel, el presidente Vladímir Putin acabó admitiendo que la caída de la aeronave rusa se había debido a "una cadena de trágicas circunstancias accidentales".

## Hechos
Aproximadamente a las 22:00 (hora local), una gran cantidad de misiles impactaron en las gobernaciones de Latakia, Tartus y Homs en el oeste de Siria. Según el informe detallado del Ministerio de Defensa de Rusia presentado el 23 de septiembre, el ataque comenzó a las 21:40 e involucró a cuatro aviones de combate F-16 que lanzaron bombas GBU-39 en sitios industriales en Latakia.
Los misiles impactaron en el Instituto de Industrias Tecnológicas, una subsidiaria del Ministerio de Defensa de Siria, en las afueras de Latakia; el Observatorio Sirio para los Derechos Humanos informó que los misiles apuntaban a los depósitos de municiones allí. 2 personas murieron y 10 resultaron heridas. Tras las ataques, las imágenes de satélite publicadas mostraron un almacén de municiones destruidas.
Durante el ataque de Israel, a las 22:02:45, según el ministerio de defensa ruso , un avión de reconocimiento Il-20 ELINT que regresa a la Base Aérea de Khmeimim, con 15 militares rusos a bordo, fue alcanzado por un misil tierra-aire S-200 sirio a 35 km de la costa siria. El ejército ruso recibió una advertencia de un minuto antes del ataque, que dijo que no era suficiente tiempo para sacar al Il-20 del camino. El signo del avión desapareció de los radares a las 22:07. 
Los funcionarios rusos dijeron inicialmente que la fragata francesa Auvernia lanzó misiles durante los ataques además de los F-16 israelíes.  Francia negó cualquier participación. Al día siguiente, el ministro de defensa de Rusia, Sergey Shoygu, dijo que el avión ruso había sido alcanzado por fuego antiaéreo sirio; sin embargo, culpó al ejército de Israel por el siniestro porque, según el ministerio, el ejército ruso solo recibió un minuto de advertencia de Israel sobre los inminentes ataques con misiles y los cuatro aviones F-16 israelíes que llevaron a cabo los ataques utilizaron deliberadamente al avión ruso como cobertura para permitirles acercarse a sus objetivos en el suelo, sin ser alcanzado por el fuego sirio. El presidente Vladímir Putin dijo más tarde que la declaración del Ministerio de Defensa sobre el incidente había sido totalmente aclarada con él.
Según el ejército israelí, los aviones israelíes ya estaban en el espacio aéreo israelí cuando el Il-20 fue derribado. Según Israel, el gobierno sirio es totalmente responsable del disparo de misiles, sin embargo, Israel ofreció sus condolencias a Rusia por la muerte de la tripulación. Según el portavoz de las FDI "Las baterías antiaéreas sirias se dispararon indiscriminadamente", y agregó que "el extenso e inexacto disparo de misiles antiaéreos sirios causó que el avión ruso fuera alcanzado ". 
La investigación israelí, presentada también a los funcionarios rusos, concluyó que varias baterías SAM sirias diferentes dispararon decenas de misiles en un lapso de tiempo de aproximadamente 40 minutos, mucho después de que los aviones israelíes regresaron a su base. Según la investigación israelí, los disparos de misiles sirios se dirigieron hacia múltiples direcciones: este hacia el interior, hacia el oeste hasta el mar y hacia el sur hasta el Líbano. De acuerdo con la investigación israelí, el uso de misiles "salvajes" de decenas de misiles por parte de Siria, ha prevalecido desde el derribo de un F-16I israelí en febrero de 2018 y alcanzó su punto máximo en la Operación Casa de Tarjetas donde se lanzaron unos 170 misiles. en los jets israelíes. 
El 18 de septiembre, el primer ministro de Israel, Benjamin Netanyahu, lamentó y dijo al presidente ruso, Vladímir Putin, que las fuerzas sirias eran las responsables de la caída . Putin describió el incidente como un "evento de trágico azar", que parece minimizar las tensiones con Israel. 
El 23 de septiembre de 2018, el portavoz del ministerio de defensa ruso, Igor Konashenkov, reafirmó las acusaciones anteriores del ministerio de que el ejército israelí era el "único" culpable del accidente y presentó un informe detallado de la cadena de eventos que llevaron a la derribó; notó que todos los aviones de combate israelíes permanecieron frente a la costa de Latakia después del derribo y abandonaron el área a las 22:40

## Envío de misiles
El Gobierno de Rusia ha confirmado que Moscú ha terminado de enviar a Siria el sistema antiaéreo S-300, una decisión aprobada tras el derribo de un avión ruso en Siria del que Moscú responsabiliza a Israel.